# Nikon Jevtić
Nikon Jevtić (Belgrád, 1993. június 3. –) szerb labdarúgó, középpályás. Szerbiában született és rendelkezik angol állampolgársággal is. Becenevén "El Maestro" , amit a média adott neki. Ezt a nevet fel is vette, angol útlevelében is ilyen néven szerepel.

## Pályafutása

### Klubcsapatokban

#### Austria Wien
Angliában kezdett el futballozni majd az Austria Wienbe folytatta pályafutását.

#### Valencia
2004-ben, alig 11 évesen került a Valenciia együtteséhez, ahol két idényt húzott le.

#### Schalke 04
2006-ban a Schalke igazolta le, ahol egészen a 2008-as esztendőig játszott.

#### Austria Wien
2008-tól ismét az Austria Wien korosztályos együtteseiben lépett pályára.

#### Wiener Neustadt
2011-ben került az osztrák első osztályban szereplő Wiener Neustadthoz, ahol bár a felnőtt keret tagja lett, ám az élvonalban nem kapott lehetőséget a bécsújhelyi alakulatnál. Bár nagy reményekkel érkezett a Wiener csapatához, végül az ősz elején felbontották szerződését, így szabadon igazolhatóvá vált vált. Egyes információk szerint azért kellett távoznia mert felkerült az internetre egy általa szerzett zeneszám, melynek szövegében több rasszista gondolat is megfogalmazódott.

#### Újpest FC, Korona Kielce
2011 decemberében került Újpestre. Elsősorban a második csapatnál számítottak rá, de a Paks elleni idegenbeli mérkőzésen bemutatkozott a nagy csapatban is. A másodosztályban  kétszer volt eredményes, míg az első csapat tagjaként gólt nem szerzett. 2012 nyarán az Újpest szerződést bontott a játékossal, aki nem tudott tartósan a kezdőbe kerülni, és pótolni a távozó Nikola Mitrovicot. Ezután a lengyel élvonalbeli Kielce igazolta le. 3 hónap után azonban a Kielce is felbontotta a szerződését.

### A válogatottban
Többszörös utánpótlás válogatott játékosnak mondhatja magát. Először 2008-ban a második Austria Wien-es korszakában kapott meghívót a szerb U16-os válogatottba.